# پورتر (واشینگتن)
پورتر (به انگلیسی: Porter) یک منطقهٔ مسکونی در ایالات متحده آمریکا است که در شهرستان گریز هاربر، واشینگتن واقع شده‌است. پورتر ۲۳٫۰ کیلومتر مربع مساحت و ۲۰۷ نفر جمعیت دارد و ۳۰٫۴۸ متر بالاتر از سطح دریا واقع شده‌است.